# マービン・ジョーンズ (ラインバッカー)
マービン・ジョーンズ（Marvin Maurice Jones 1972年6月28日- ）はフロリダ州マイアミ出身の元アメリカンフットボール選手。ポジションはラインバッカー。愛称は"Shade Tree"。
フロリダ州立大学から1993年のNFLドラフト1巡目全体4位でニューヨーク・ジェッツに入団した。そして2003年まで11シーズンをミドルラインバッカーとしてプレーした。2000年には自己ベストの135タックルをあげてオールプロに選出された。またこの年フロリダ州立大学の殿堂入りも果たした。
2004年3月にチームからカットされていたが他チームでのプレーを望み引退を決意しなかったがいずれのチームとも契約にはいたらなかった。2005年6月にモー・ルイスと共に1日契約をチームと結んだ末、現役を引退した。彼は1200タックルを記録しこれはジェッツの歴代3位となる記録であった。また通算9サック、5インターセプト、29パスブロック、10ファンブルフォース、8ファンブルリカバーをマークした。
2003年5月にはタンパベイ・バッカニアーズのシェルトン・クォールズと共にアメリカンボウルのプロモーションのために来日した際、大相撲の東関部屋に体験入門した。

現在、妻と3人の子供とフォートマイヤーズで暮らしている。